# لا پرلا
لا پرلا (انگلیسی: La Perla) شرکت پوشاک ایتالیایی است، که در سال ۱۹۵۴ توسط آدا ماسوتی تأسیس شد.